# 稲荷山観音寺金剛院
稲荷山観音寺金剛院は、明治の神仏分離・修験道廃止令までは、福岡県柳川市京町(旧瀬高町)に存在した真言宗当山派の寺院。 旧柳河藩立花氏の祈願寺格。本山は、京都醍醐寺の三宝院。

## 由緒
開基は立花忠茂。開山は金剛院信誉。寛永十五(1638)年島原の乱の後、御城中ノ島にあった立花家守護神｢稲荷神｣を本尊として御遷宮される。信誉法印の父･金剛院密乗(みっちょう)は、紀州熊野権現之座主正覚院僧正即傳の第二子とされる。 天正年間に九州に下向し、六峰のひとつである寶満山(竈山)へ修行に入る。天正14年の島津の動乱の時には懇意にしていた｢寶満山｣の座主、浄戒坊隆全より立花山城の立斎(宗茂)様へ｢御利運御増長｣の御祈祷を請われ、立斎公へ｢御陣御袈裟矢御除御札守｣を進上する。以後、歴代藩主の代替わりには熊野権現へ代参を賜る。

## 歴代院主
- 金剛院密乗（1535（天文4）～1621（元和7）年）
- 金剛院信譽
- 金剛院実譽
- 金剛院元真
- 金剛院信雅（1674（延宝2）～1739（元文4）年）
- 金剛院本教
- 金剛院快道（1743（寛保2）～1823（文政6）年）
- 金剛院密音（1768（明和5）～1830（文政13）年）
- 金剛院快音（1795（寛政7）～1832（天保2）年）
- 金剛院快成（1803（享和3）～1859（安政5）年）
- 金剛院密乗（1824（文政7）～1878（明治11）年）
- 永井雪丸（1855（安政2）～1921（大正10）年）

## 祭神
- 太郎稲荷（ダキニ天稲荷(立花山城の護軍神）
- 棚倉稲荷（元和5年奥州棚倉に勧請）
- 冥加嶋稲荷（享保19寅7月勧請）
- 聚幸神霊（貞俶公　享保17子3月勧請）
- 金毘羅宮（好雪公御信仰にて御勧請、但し秘仏なり）
- 幸光神、幸如神（鑑備公　天保八酉八月勧請、聚幸神の御子様方）
- 照柳大明神（誾千代姫の霊神）